# Rudolf Wilke
Pour les articles homonymes, voir Wilke.
 (mars 2013).
Si vous disposez d'ouvrages ou d'articles de référence ou si vous connaissez des sites web de qualité traitant du thème abordé ici, merci de compléter l'article en donnant les références utiles à sa vérifiabilité et en les liant à la section « Notes et références ».
Rudolf Wilke, né le 27 octobre 1873 à Brunswick (Duché de Brunswick), et mort dans la même ville le 4 novembre 1908, était un dessinateur et caricaturiste allemand.

## Biographie
Rudolf Wilke est le fils aîné de Johann Wilke, un charpentier de Brunswick. Deux de ses plus jeunes frères ont aussi suivi une carrière artistique : Hermann (de) (1876–1957) comme peintre, caricaturiste et dessinateur publicitaire, et Erich (de) (1879–1936), également comme caricaturiste.
Rudolf Wilke suit d’abord les cours de la Baugewerkschule (École de construction) de Holzminden, mais son inclination artistique l’oriente néanmoins vers un autre chemin professionnel. Il étudie auprès du peintre d’animaux et de paysages Adolf Nickol (de) au Polytechnikum de Brunswick, puis dans une école privée de dessin à Munich, enfin à l’Académie Julian à Paris.
Wilke retourne ensuite à Munich, où il partage un atelier avec son ami Bruno Paul (1874–1968). En 1896, Wilke participe à un concours du journal  Jugend. Il y est immédiatement engagé comme collaborateur titulaire. En 1899, l’éditeur Albert Langen le recrute à Simplicissimus. Wilke y reste jusqu’à sa mort l’un des plus importants dessinateurs. En 1906, avec Olaf Gulbransson, Ludwig Thoma et Eduard Thöny, il convainc Langen de transformer Simplicissimus en une société par actions, ce qui donne au personnel plus de contrôle sur la direction du journal.
Wilke, malade, meurt en 1908, à l’âge de 35 ans. Sa tombe se trouve dans le cimetière principal de Brunswick (de).

## Œuvres de Rudolf Wilke
Quelques dessins de Rudolf Wilke parus dans Simplicissimus, avec les légendes originales en allemand (et quelques traductions personnelles) :

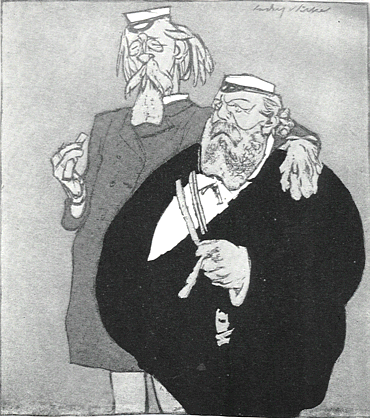
Simplicissimus, 1904 : Ein anderer Wind: "Ja, alter Leibfuchs, was waren wir einmal für schneidige Korpsburschen. Und jetzt sind unsere Söhne bei einer katholischen Blase! Sie wollen eben auch Karriere machen."
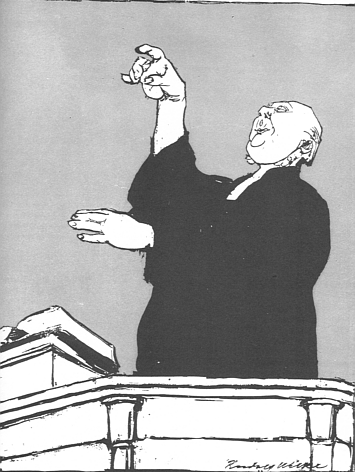
Simplicissimus, 1905 : Aus einer Himmelfahrtspredigt: "Geliebte, wenn ihr nun fragt, wie ist die Himmelfahrt vor sich gegangen, so dürft ihr nicht denken, bumm! wie eine Kanonenkugel, auch nicht päng! wie eine Flintenkugel, sondern lüri, lüri, lüri wie die Lerche!"
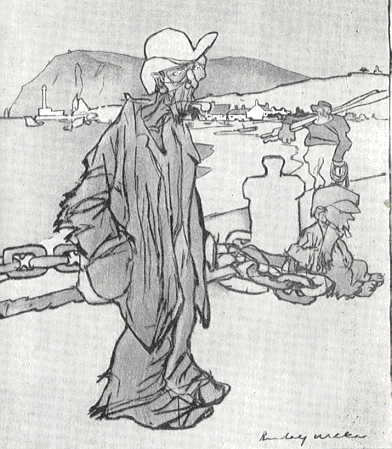
Simplicissimus, 9 avril 1906 : Der stolze Spanier: "Unsere neue Königin wechselt den Glauben wie 'n Hemd. Ich nich, ich wechsel' den Glauben nich' un's Hemd nich." (Le fier Espagnol : « Notre nouvelle reine change de foi comm' de chemise. Moi pas. Je n' change pas d' foi et pas d' chemise. »)
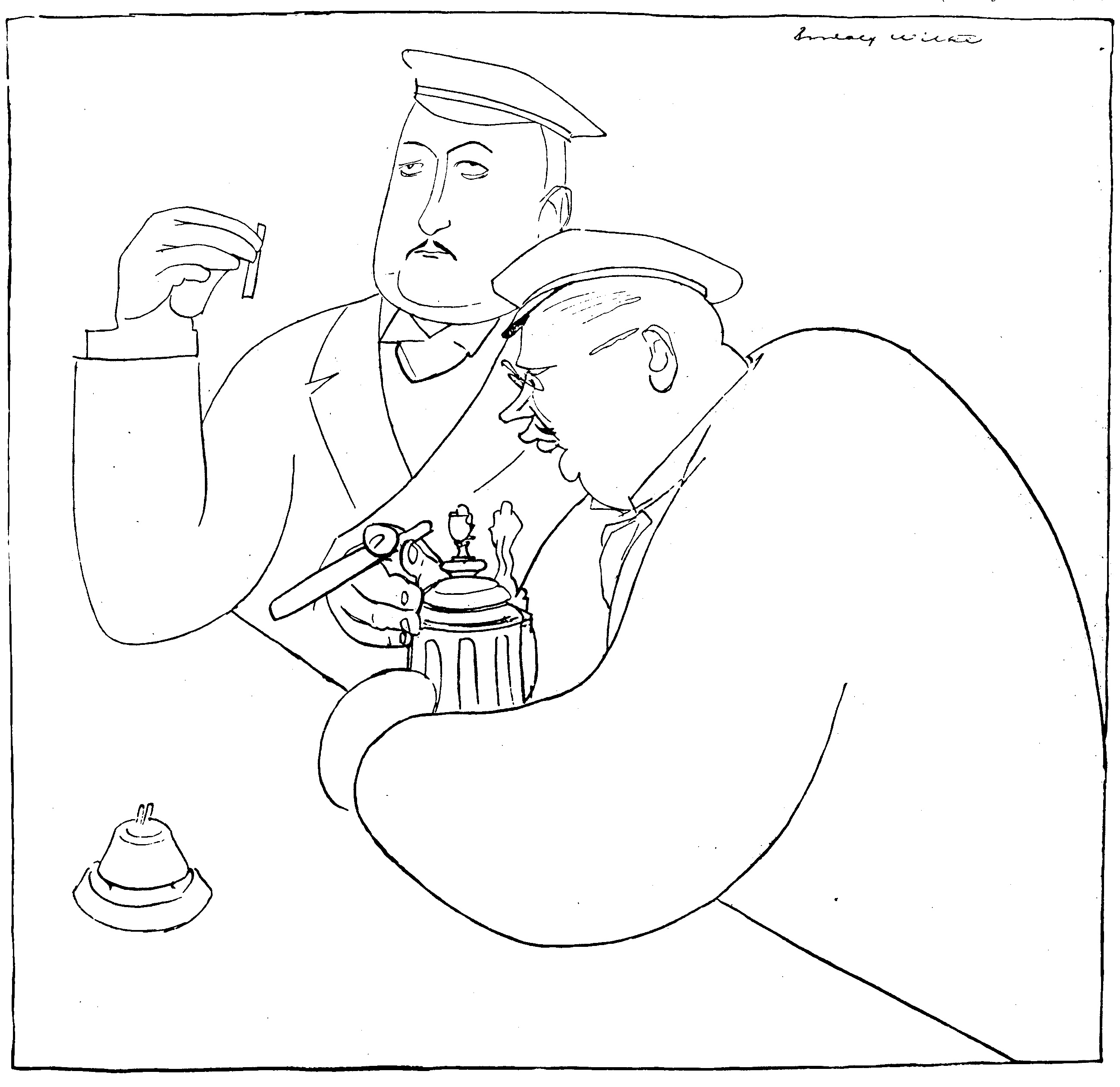
Simplicissimus, 17 décembre 1906 : Studenten, Ferienarbeit: "Was hast du denn die ganzen Ferien getrieben?" - "Ich habe meinem Papagei das Rülpsen beigebracht." (Étudiants, job de vacances : « Qu'as-tu donc fait, toutes ces vacances ? » - « J'ai appris à mon perroquet à roter. »)
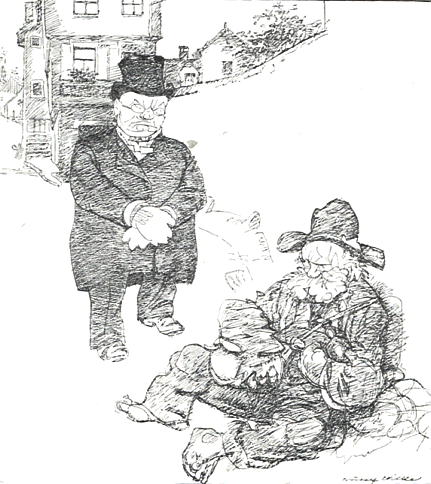
Simplicissimus, 9 décembre 1907 : Zwei Welten: "Vater im Himmel, ist das noch ein Mensch! Unglückseliger, hast du eine unsterbliche Seele?!" — "Nein. Hast du eine Zigarre?"
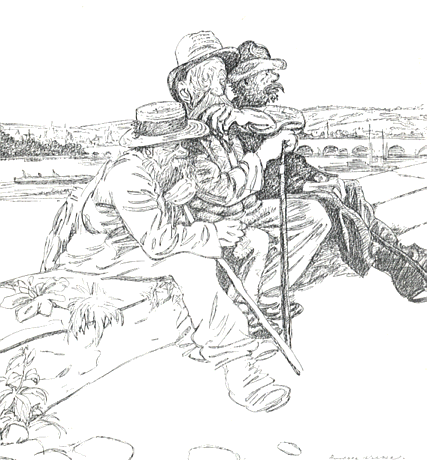
Simplicissimus, 14 septembre 1908 : Zum Preise des Höchsten: "Auch über uns wacht Gott! Wenn er die Wanzen bellen ließe, könnt keener von uns schlafen."
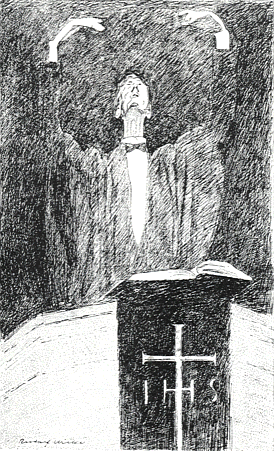
Simplicissimus, 16 novembre 1908 : Predigttext für Hofprediger: Sirach Kap 23, Vers 33: "O, dass ich könnte ein Schloss an meinen Mund legen und ein fest Siegel auf mein Maul drücken, dass ich dadurch nicht zu Fall käme, und meine Zunge mich nicht verderbte!"

## Prix Rudolf-Wilke
De 1954 à 1993, la ville de Brunswick attribua un prix Rudolf-Wilke, doté d’une somme de 1 500 marks destinée à un voyage à l’étranger. Karl-Heinz Meyer fut le premier lauréat, le 11 février 1954.
Parmi les récipiendaires figurent :
- 1954 : Karl-Heinz Meyer ;
- 1957 : Peter Voigt ;
- 1962 : Peter Tuma ;
- 1966 : Karl-Henning Seemann ;
- 1973 : Helge Karnagel ;
- 1973 : Nanna Trappe ;
- 1974 : Michael Haindorff ;
- 1978 : Hans-Georg Assmann ;
- 1976 : Gunther Fritz ;
- 1977 : Heike Ruschmeyer ;
- 1981 : Mehmet Alagöz ;
- 1981 : Heiner Meyer ;
- 1985 : Michael Kaul ;
- 1986 : Reinhard Buxel ;
- 1987 : Ulrich Diezmann ;
- 1989 : Andrea Ostermeyer ;
- 1991 : Anette Haas.